# WSG Königs Wusterhausen
O WSG Königs Wusterhausen, conhecido também como Red Dragons, é um clube de basquetebol baseado em Königs Wusterhausen, Alemanha que atualmente disputa a Liga Regional Norte, correspondente à quarta divisão do país..

## Histórico de Temporadas
| Temporada | Nível | Liga           | Pos. | Resultado |
| --------- | ----- | -------------- | ---- | --------- |
| 2010–11   | 5     | 2.Regionalliga | 11º  |           |
| 2011–12   | 5     | 2.Regionalliga | 3º   |           |
| 2012–13   | 5     | 2.Regionalliga | 2º   |           |
| 2013–14   | 5     | 2.Regionalliga | 2º   | Promovido |
| 2014–15   | 4     | Regionalliga   | 10º  |           |
| 2015–16   | 4     | Regionalliga   | 9º   |           |
| 2016–17   | 4     | Regionalliga   | 7º   |           |
| 2017-18   | 4     | Regionalliga   | 8º   |           |
| 2018-19   | 4     | Regionalliga   | 7º   |           |

fonte:eurobasket

## Títulos

### 2.Regionalliga Norte-Leste
- Campeão(1):2013-14
- Finalista (1): 2012-13